# Графф, Ларс
Ларс Графф (швед. Lars Graff, род. 8 июля 1960) — теннисный судья и супервайзер турниров Тура ATP. В возрасте 14 лет начал работать судьёй на линии на турнире в родном Бостаде. Окончив школу судей, в 19 лет стал судьёй на линии на Открытом чемпионате Стокгольма по теннису, а также получил право судить квалификационные турниры. С 25 лет получил право судить матчи основной сетки национальных турниров.
В 1994 году был приглашён в Ассоциацию теннисистов-профессионалов и стал профессиональным судьёй. С тех пор отсудил более 5000 матчей, включая финалы турниров Большого шлема и Олимпийских игр.
В настоящее время проживает в Джэксонвилле, Флорида.